# Leonard Wery
Leonard Hugo Wery (né le 27 mars 1926 à La Haye et mort le 29 août 2019 à Wassenaar) est un joueur néerlandais de hockey sur gazon. 
Avec l'équipe des Pays-Bas de hockey sur gazon, il est médaillé d'argent aux Jeux olympiques d'été de 1952 à Helsinki.